# Mikołaj (biskup lubuski)
Mikołaj (XIII w.) – polski duchowny katolicki, biskup lubuski.
Przypuszcza się, że rządził diecezją lubuską zaledwie kilka miesięcy na przełomie 1299 i 1300 r. Być może postać legendarna.